# Bonaventura Sculco
Bonaventura Sculco (Crotone, 18 luglio 1708 – Acri, 20 settembre 1781) è stato un vescovo cattolico italiano.

## Biografia
Nato a Crotone nel 1708, ma da sempre vissuto a Papanice, ricevette l'ordinazione presbiterale a Roma il 4 giugno 1735.
Il 21 giugno 1745, all'età di 37 anni, venne eletto vescovo di Bisignano. Qualche giorno dopo, il 27 giugno, ricevette la consacrazione dal cardinale Troiano Acquaviva d'Aragona.
Nel 1765 fece costruire a sue spese un seminario diocesano come desiderato dal Concilio di Trento, situato tra il palazzo vescovile e la cattedrale di Bisignano, e una biblioteca. In seguito commissionò gli affreschi del seminario al pittore bisignanese Mario Castagnaro.
Morì improvvisamente ad Acri il 20 settembre 1781 durante una visita pastorale nelle varie parrocchie della diocesi e venne poi sepolto all'interno del convento delle Cappuccinelle di Acri.

## Genealogia episcopale
La genealogia episcopale è:
- Cardinale Scipione Rebiba
- Cardinale Giulio Antonio Santori
- Cardinale Girolamo Bernerio, O.P.
- Arcivescovo Galeazzo Sanvitale
- Cardinale Ludovico Ludovisi
- Cardinale Luigi Caetani
- Cardinale Ulderico Carpegna
- Cardinale Paluzzo Paluzzi Altieri degli Albertoni
- Papa Benedetto XIII
- Cardinale Troiano Acquaviva d'Aragona
- Vescovo Bonaventura Sculco